# Championnat de Lettonie de football 2009
Navigation
Saison précédente Saison suivante
La saison 2009 du Championnat de Lettonie de football était la 19e édition de la première division lettone. La Virsliga regroupe les 10 meilleurs clubs lettons au sein d'une poule unique qui s'affrontent en matchs aller et retour. À l'issue de la saison, le dernier du classement est relégué et l'avant-dernier doit disputer un barrage de promotion-relégation face au 2e de D2.
Cette saison, c'est le FK Liepajas Metalurgs qui remporte le titre en terminant en tête du championnat, 5 points devant le triple tenant du titre, le FK Ventspils et 6 points devant le Skonto Riga qui connaît une 5e saison consécutive sans titre. Il s'agit du 2e titre de champion de Lettonie de l'histoire du Metalurgs, après celui gagné en 2005.
Il n'y a que 9 clubs engagés cette saison en Virsliga. En effet, durant l'intersaison, le Dinaburg et Daugava Daugavpils ont fusionné pour créer le Dinaburg FC. Le FK Riga déclare forfait avant le début de saison pour dettes impayées et permet le repêchage du JFK Olimps Riga, qui fusionne du même coup avec le FK Riga pour former le JFK Olimps/RFS. Enfin, le FK Vindava ne participe pas au championnat pour raisons financières. Par conséquent, le perdant du barrage de promotion-relégation de l'année dernière[C'est-à-dire ?], le FK Tranzits Ventspils est repêché et peut participer à la Virsliga.

## Les 9 clubs participants
| - Skonto Riga - FK Liepajas Metalurgs - JFK Olimps/RFS - FK Ventspils - FK Jurmala | - Dinaburg FC - SK Blazma Rezekne - FK Tranzits Ventspils - Promu de D2 - FK Daugava Riga - Promu de D2 |

## Compétition
Le barème de points servant à établir le classement se décompose ainsi :
- Victoire : 3 points
- Match nul : 1 point
- Défaite : 0 point

### Classement
| Rang | Équipe                    | Pts | J  | G  | N  | P  | Bp | Bc  | Diff |
| ---- | ------------------------- | --- | -- | -- | -- | -- | -- | --- | ---- |
| 1    | FK Liepājas Metalurgs     | 79  | 32 | 25 | 4  | 3  | 96 | 23  | +73  |
| 2    | FK Ventspils (T)          | 74  | 32 | 23 | 5  | 4  | 89 | 21  | +68  |
| 3    | Skonto Riga               | 73  | 32 | 23 | 4  | 5  | 98 | 30  | +68  |
| 4    | FK Jurmala                | 40  | 32 | 12 | 4  | 16 | 42 | 60  | -18  |
| 5    | JFK Olimps/RFS            | 38  | 32 | 11 | 5  | 16 | 53 | 60  | -7   |
| 6    | SK Blazma Rezekne         | 26  | 32 | 7  | 5  | 20 | 30 | 71  | -41  |
| 7    | FK Tranzits Ventspils (P) | 16  | 32 | 2  | 10 | 20 | 22 | 65  | -43  |
| 8    | FK Daugava Riga (P)       | 14  | 32 | 3  | 5  | 24 | 26 | 116 | -90  |
| 9    | Dinaburg FC               | 49  | 32 | 15 | 4  | 13 | 31 | 39  | -8   |

|  | Qualification pour la Ligue des champions 2010-2011                     |
|  | Qualification pour le 2e tour préliminaire de la Ligue Europa 2010-2011 |
|  | Qualification pour le 3e tour préliminaire de la Ligue Europa 2010-2011 |
|  | Exclusion du championnat                                                |
|  | (T) Tenant du titre (P) Promu de 2e division                            |

- Le Dinaburg FC est exclu du championnat le 7 octobre 2009 à la suite de matchs arrangés et de paris sur ses propres matchs. Les rencontres lui restant à jouer sont déclarées perdues sur le score de 3 à 0.

### Matchs

#### Première phase
| Résultats (▼dom., ►ext.) | BLĀ | DGR | DIN | JŪR | LIE | RFS | SKO | TRA | VEN |
| SK Blazma Rezekne        |     | 4-3 | 1-2 | 1-2 | 0-3 | 0-1 | 0-7 | 1-0 | 0-3 |
| FK Daugava Riga          | 1-1 |     | 0-3 | 1-1 | 1-4 | 1-5 | 1-7 | 2-0 | 1-5 |
| Dinaburg FC              | 1-0 | 1-0 |     | 1-2 | 0-3 | 2-1 | 1-1 | 2-0 | 1-0 |
| FK Jurmala               | 3-0 | 1-1 | 1-0 |     | 1-1 | 0-1 | 0-3 | 4-2 | 0-3 |
| FK Liepājas Metalurgs    | 4-0 | 1-0 | 3-1 | 2-2 |     | 5-1 | 4-0 | 5-0 | 2-1 |
| JFK Olimps/RFS           | 1-1 | 4-0 | 1-1 | 2-3 | 1-2 |     | 1-8 | 1-1 | 1-5 |
| Skonto Riga              | 4-0 | 6-0 | 3-2 | 3-0 | 2-1 | 2-0 |     | 1-0 | 1-3 |
| FK Tranzits Ventspils    | 0-0 | 3-3 | 1-1 | 1-2 | 0-1 | 0-0 | 1-1 |     | 0-3 |
| FK Ventspils             | 5-1 | 4-2 | 0-0 | 3-0 | 1-1 | 1-0 | 2-1 | 1-1 |     |

#### Seconde phase
| Résultats (▼dom., ►ext.) | BLĀ | DGR | DIN | JŪR | LIE | RFS | SKO | TRA | VEN |
| SK Blazma Rezekne        |     | 4-0 | 3-0 | 0-3 | 1-3 | 3-1 | 0-1 | 1-0 | 0-2 |
| FK Daugava Riga          | 0-3 |     | 3-0 | 0-3 | 2-8 | 0-5 | 0-7 | 2-1 | 0-5 |
| Dinaburg FC              | 1-0 | 1-0 |     | 2-0 | 1-2 | 0-3 | 0-3 | 2-1 | 0-3 |
| FK Jurmala               | 0-2 | 3-1 | 0-1 |     | 1-4 | 1-0 | 0-5 | 1-2 | 0-4 |
| FK Liepājas Metalurgs    | 6-0 | 3-0 | 3-0 | 4-1 |     | 3-0 | 0-1 | 4-0 | 1-1 |
| JFK Olimps/RFS           | 3-2 | 7-0 | 0-1 | 2-0 | 1-5 |     | 0-2 | 2-1 | 0-2 |
| Skonto Riga              | 4-0 | 7-0 | 0-1 | 3-2 | 1-6 | 3-3 |     | 4-1 | 0-0 |
| FK Tranzits Ventspils    | 1-1 | 1-1 | 0-2 | 1-4 | 1-0 | 0-2 | 1-3 |     | 0-1 |
| FK Ventspils             | 5-0 | 8-0 | 1-0 | 4-1 | 1-2 | 5-3 | 0-2 | 7-0 |     |

#### Barrage de promotion-relégation
L'avant-dernier du championnat affronte le 2e de deuxième division afin de conserver sa place parmi l'élite. Les rencontres sont disputées en matchs aller et retour.
| Équipe 1             | Résultat | Équipe 2             | Aller | Retour |
| -------------------- | -------- | -------------------- | ----- | ------ |
| FK Daugava Riga (D1) | 1 - 1    | FK Jauniba Riga (D2) | 1 - 1 | 0 - 0  |

## Bilan de la saison
| Championnat de Lettonie de football 2009 |                                  |
| Champion                                 | FK Liepajas Metalurgs (2e titre) |
| Coupes et trophées                       |                                  |
| Vainqueur de la Coupe de Lettonie 2009   | FK Jelgava                       |
| Qualifications continentales             |                                  |
| Ligue des champions 2010-2011            | FK Liepajas Metalurgs            |
| Ligue Europa 2010-2011                   | FK Ventspils                     |
| Ligue Europa 2010-2011                   | Skonto Riga                      |
| Ligue Europa 2010-2011                   | FK Jelgava                       |
| Promotions et relégations                |                                  |
| Promus en Virsliga                       | FK Jelgava                       |
| Promus en Virsliga                       | FK Jauniba Riga                  |
| Relégués en Pirma Liga                   | FK Daugava Riga                  |